# Władysław Wiącek
Władysław Wiącek (ur. 19 września 1910 w Stryjnie koło Krasnegostawu, zm. 2 sierpnia 1944 w Warszawie) – Sługa Boży Kościoła katolickiego, polski ksiądz katolicki, jezuita, prezbiter.

## Życiorys
Do zakonu wstąpił w 1925, a po ukończeniu studiów, 24 czerwca 1936 przyjął sakrament święceń kapłańskich. Podjął pracę jako spowiednik i kaznodzieja w Poznaniu.
Po wybuchu II wojny światowej, 26 września 1939 został aresztowany wraz z grupą jezuitów i uwięziony w poznańskim więzieniu na ulicy Młyńskiej. Był jednym z kilku zakonników, którym udało się zbiec z miejsca internowania w Golinie. Do 1941 pracował w Łodzi, a następnie w Warszawie w charakterze duszpasterza i kierownika duchowego. Wykładał także na konspiracyjnych kursach teologii w Nowym Sączu.

2 sierpnia 1944, w drugim dniu powstania warszawskiego został zamknięty wraz z grupą zakonników i przypadkowych osób w kotłowni klasztoru Jezuitów przy ul. Rakowieckiej 61 w Warszawie. Ksiądz Władysław prowadził wspólne modlitwy i udzielił obecnym absolucji. Polaków stłoczonych w niewielkim pomieszczeniu Niemcy obrzucili granatami, a następnie dobili strzałami z broni maszynowej. Ciała ofiar masakry spalono. W znalezionym przy szczątkach ofiar brewiarzu znajdowała się kartka z odręczną notatką: 
„Matko Najświętsza ofiaruję się Tobie tak, aby nic po mnie nie pozostało”
Władysław Wiącek jest jednym ze stu dwudziestu dwóch Sług Bożych, drugiej grupy męczenników z okresu II wojny światowej, objętych procesem beatyfikacji, który rozpoczął się 17 września 2003.
Życie Sługi Bożego Władysława Wiącka opisane zostało w książce Felicjana Paluszkiewicza. Jest on także bohaterem fabularyzowanego filmu dokumentalnego Krzysztofa Żurowskiego Masakra w klasztorze.